# Bommarito Automotive Group 500 2023
Das Bommarito Automotive Group 500 auf dem Oval-Kurs World Wide Technology Raceway at Gateway fand am 27. August 2023 statt und ging über eine Distanz von 260 Runden à 2,01 km. Es war der 15. Lauf zur IndyCar Series 2023.

## Bericht
Wie schon beim Gallagher Grand Prix zwei Wochen zuvor, siegte Scott Dixon dank optimaler Boxenstopp-Strategie des Chip Ganassi Racing Teams. So konnte Dixon den Meisterschaftskampf um mindestens eine Woche gegen seinen Teamkollegen Alex Palou verlängern. Nachdem Josef Newgarden vom zweiten Rang aus gestartet war und das Rennen anführte, passierte ihm bei der Ausfahrt der zweiten Kurve ein Missgeschick. Newgarden streifte die Mauer 49 Runden vor Schluss und beschädigte sein Auto, eine längere Reparatur an der Box wurde nötig. Newgarden musste das Rennen schließlich aufgeben, wurde aber noch auf dem 25. Platz klassiert. Auf dem zweiten Rang fuhr Pato O’Ward (Arrow McLaren SP) ins Ziel. Dahinter folgte David Malukas (Dale Coyne Racing) der eine gute Leistung zeigte. Im Kampf mit Scott McLaughlin (Team Penske), der aus der Pole Position gestartet war, und Alexander Rossi (Arrow McLaren SP) um den dritten Platz, behielt Malukas die Oberhand. In der Meisterschaft führte nach dem Rennen in Madison weiterhin Palou mit 74 Punkten Vorsprung auf Dixon, weitere Fahrer konnten zwei Rennen vor Saisonende nicht mehr um den Meistertitel mitkämpfen.

## Meldeliste
| Startnummer | Fahrer              | Team                                 | Motor     |
| ----------- | ------------------- | ------------------------------------ | --------- |
| 2           | Josef Newgarden     | Team Penske                          | Chevrolet |
| 3           | Scott McLaughlin    | Team Penske                          | Chevrolet |
| 5           | Patricio O’Ward     | Arrow McLaren SP                     | Chevrolet |
| 06          | Hélio Castroneves   | Meyer Shank Racing                   | Honda     |
| 6           | Felix Rosenqvist    | Arrow McLaren SP                     | Chevrolet |
| 7           | Alexander Rossi     | Arrow McLaren SP                     | Chevrolet |
| 8           | Marcus Ericsson     | Chip Ganassi Racing                  | Honda     |
| 9           | Scott Dixon         | Chip Ganassi Racing                  | Honda     |
| 10          | Alex Palou          | Chip Ganassi Racing                  | Honda     |
| 11          | Takuma Satō         | Chip Ganassi Racing                  | Honda     |
| 12          | Will Power          | Team Penske                          | Chevrolet |
| 14          | Santino Ferrucci    | A. J. Foyt Racing                    | Chevrolet |
| 15          | Graham Rahal        | Rahal Letterman Lanigan Racing       | Honda     |
| 18          | David Malukas       | Dale Coyne Racing / HMD Motorsports  | Honda     |
| 20          | Ryan Hunter-Reay    | Ed Carpenter Racing                  | Chevrolet |
| 21          | Rinus VeeKay        | Ed Carpenter Racing                  | Chevrolet |
| 26          | Colton Herta        | Andretti Autosport / Curb-Agajanian  | Honda     |
| 27          | Kyle Kirkwood       | Andretti Autosport                   | Honda     |
| 28          | Romain Grosjean     | Andretti Autosport                   | Honda     |
| 29          | Devlin DeFrancesco  | Andretti Steinbrenner Autosport      | Honda     |
| 30          | Conor Daly          | Rahal Letterman Lanigan Racing       | Honda     |
| 33          | Ed Carpenter        | Ed Carpenter Racing                  | Chevrolet |
| 45          | Christian Lundgaard | Rahal Letterman Lanigan Racing       | Honda     |
| 51          | Sting Ray Robb      | Dale Coyne Racing / Rick Ware Racing | Honda     |
| 55          | Benjamin Pedersen   | A. J. Foyt Racing                    | Chevrolet |
| 60          | Linus Lundqvist     | Meyer Shank Racing                   | Honda     |
| 77          | Callum Ilott        | Juncos Hollinger Racing              | Chevrolet |
| 78          | Agustín Canapino    | Juncos Hollinger Racing              | Chevrolet |

## Klassifikationen

### Freies Training 1
Abgesagt wegen Regen.

### Freies Training 2
| Pos. | Nr. | Fahrer           | Team                | Motor     | Zeit      | mi/h   |
| ---- | --- | ---------------- | ------------------- | --------- | --------- | ------ |
| 1    | 9   | Josef Newgarden  | Team Penske         | Chevrolet | 0:24.9944 | 180,04 |
| 2    | 10  | Scott McLaughlin | Team Penske         | Chevrolet | 0:25.0902 | 179,35 |
| 3    | 3   | Takuma Satō      | Chip Ganassi Racing | Honda     | 0:25.1107 | 179,20 |

### Qualifying
| Pos. | Nr. | Fahrer              | Team                                 | Motor     | Total Ø 2 Rd. | Ø mi/h  | Startplatz |
| ---- | --- | ------------------- | ------------------------------------ | --------- | ------------- | ------- | ---------- |
| 1    | 3   | Scott McLaughlin    | Team Penske                          | Chevrolet | 00:49.1936    | 182.951 | 1          |
| 2    | 2   | Josef Newgarden     | Team Penske                          | Chevrolet | 00:49.3448    | 182.390 | 2          |
| 3    | 26  | Colton Herta        | Andretti Autosport / Curb-Agajanian  | Honda     | 00:49.4651    | 181.946 | 3          |
| 4    | 5   | Patricio O’Ward     | Arrow McLaren SP                     | Chevrolet | 00:49.5263    | 181.722 | 4          |
| 5    | 10  | Alex Palou          | Chip Ganassi Racing                  | Honda     | 00:49.5597    | 181.599 | 5          |
| 6    | 6   | Felix Rosenqvist    | Arrow McLaren SP                     | Chevrolet | 00:49.5711    | 181.557 | 6          |
| 7    | 9   | Scott Dixon         | Chip Ganassi Racing                  | Honda     | 00:49.6025    | 181.442 | 7          |
| 8    | 11  | Takuma Satō         | Chip Ganassi Racing                  | Honda     | 00:49.6068    | 181.427 | 8          |
| 9    | 28  | Romain Grosjean     | Andretti Autosport                   | Honda     | 00:49.6076    | 181.424 | 9          |
| 10   | 18  | David Malukas       | Dale Coyne Racing / HMD Motorsports  | Honda     | 00:49.6987    | 181.091 | 10         |
| 11   | 7   | Alexander Rossi     | Arrow McLaren SP                     | Chevrolet | 00:49.7305    | 180.975 | 11         |
| 12   | 12  | Will Power          | Team Penske                          | Chevrolet | 00:49.7385    | 180.946 | 12         |
| 13   | 27  | Kyle Kirkwood       | Andretti Autosport                   | Honda     | 00:49.8361    | 180.592 | 13         |
| 14   | 77  | Callum Ilott        | Juncos Hollinger Racing              | Chevrolet | 00:49.9423    | 180.208 | 14         |
| 15   | 30  | Conor Daly          | Rahal Letterman Lanigan Racing       | Honda     | 00:50.0200    | 179.928 | 15         |
| 16   | 60  | Linus Lundqvist     | Meyer Shank Racing                   | Honda     | 00:50.0550    | 179.802 | 16         |
| 17   | 6   | Helio Castroneves   | Meyer Shank Racing                   | Honda     | 00:50.1373    | 179.507 | 17         |
| 18   | 8   | Marcus Ericsson     | Chip Ganassi Racing                  | Honda     | 00:50.3071    | 178.901 | 18         |
| 19   | 29  | Devlin DeFrancesco  | Andretti Steinbrenner Autosport      | Honda     | 00:50.3185    | 178.861 | 19         |
| 20   | 45  | Christian Lundgaard | Rahal Letterman Lanigan Racing       | Honda     | 00:50.3259    | 178.834 | 20         |
| 21   | 78  | Agustin Canapino    | Juncos Hollinger Racing              | Chevrolet | 00:50.4231    | 178.490 | 21         |
| 22   | 21  | Rinus VeeKay        | Ed Carpenter Racing                  | Chevrolet | 00:50.4528    | 178.385 | 22         |
| 23   | 15  | Graham Rahal        | Rahal Letterman Lanigan Racing       | Honda     | 00:50.4598    | 178.360 | 23         |
| 24   | 20  | Ryan Hunter-Reay    | Ed Carpenter Racing                  | Chevrolet | 00:50.5217    | 178.141 | 24         |
| 25   | 51  | Sting Ray Robb      | Dale Coyne Racing / Rick Ware Racing | Honda     | 00:50.6210    | 177.792 | 25         |
| 26   | 55  | Benjamin Pedersen   | A. J. Foyt Racing                    | Chevrolet | 00:50.9207    | 176.745 | 26         |
| 27   | 14  | Santino Ferrucci    | A. J. Foyt Racing                    | Chevrolet | 00:50.9860    | 176.519 | 27         |
| 28   | 33  | Ed Carpenter        | Ed Carpenter Racing                  | Chevrolet | 00:51.5839    | 174.473 | 28         |

### Endergebnis
| Pos. | Nr. | Fahrer                | Team                                 | Motor     | Runden | Zeit/Rückstand | Boxenstopps | Startplatz | Führungsrunden | Punkte |
| ---- | --- | --------------------- | ------------------------------------ | --------- | ------ | -------------- | ----------- | ---------- | -------------- | ------ |
| 1    | 9   | Scott Dixon           | Chip Ganassi Racing                  | Honda     | 260    | 2:10:09.404    | 3           | 16         | 123            | 53     |
| 2    | 5   | Pato O’Ward           | Arrow McLaren SP                     | Chevrolet | 260    | 22.225         | 5           | 3          | 18             | 41     |
| 3    | 18  | David Malukas         | Dale Coyne Racing / HMD Motorsports  | Honda     | 260    | 22.727         | 5           | 6          |                | 35     |
| 4    | 7   | Alexander Rossi       | Arrow McLaren SP                     | Chevrolet | 259    | 1 Rd.          | 5           | 7          | 4              | 33     |
| 5    | 3   | Scott McLaughlin      | Team Penske                          | Chevrolet | 259    | 1 Rd.          | 5           | 10         |                | 31     |
| 6    | 26  | Colton Herta          | Andretti Autosport / Curb-Agajanian  | Honda     | 259    | 1 Rd.          | 5           | 2          | 13             | 29     |
| 7    | 10  | Alex Palou            | Chip Ganassi Racing                  | Honda     | 259    | 1 Rd.          | 5           | 14         |                | 26     |
| 8    | 6   | Felix Rosenqvist      | Arrow McLaren SP                     | Chevrolet | 259    | 1 Rd.          | 5           | 4          |                | 24     |
| 9    | 12  | Will Power            | Team Penske                          | Chevrolet | 259    | 1 Rd.          | 5           | 8          | 4              | 23     |
| 10   | 8   | Marcus Ericsson       | Chip Ganassi Racing                  | Honda     | 259    | 1 Rd.          | 6           | 15         |                | 20     |
| 11   | 21  | Rinus VeeKay          | Ed Carpenter Racing                  | Chevrolet | 259    | 1 Rd.          | 4           | 20         |                | 19     |
| 12   | 28  | Romain Grosjean       | Andretti Autosport                   | Honda     | 259    | 1 Rd.          | 4           | 5          |                | 18     |
| 13   | 14  | Santino Ferrucci      | A. J. Foyt Enterprises               | Chevrolet | 259    | 1 Rd.          | 5           | 26         |                | 17     |
| 14   | 20  | Ryan Hunter-Reay      | Ed Carpenter Racing                  | Chevrolet | 259    | 1 Rd.          | 5           | 23         |                | 16     |
| 15   | 27  | Kyle Kirkwood         | Andretti Autosport                   | Honda     | 259    | 1 Rd.          | 5           | 22         |                | 15     |
| 16   | 30  | Conor Daly            | Rahal Letterman Lanigan Racing       | Honda     | 259    | 1 Rd.          | 5           | 11         |                | 14     |
| 17   | 45  | Christian Lundgaard   | Rahal Letterman Lanigan Racing       | Honda     | 259    | 1 Rd.          | 5           | 19         |                | 13     |
| 18   | 60  | Linus Lundqvist (R)   | Meyer Shank Racing                   | Honda     | 258    | 2 Rd.          | 5           | 12         |                | 12     |
| 19   | 29  | Devlin DeFrancesco    | Andretti Steinbrenner Autosport      | Honda     | 258    | 2 Rd.          | 5           | 18         |                | 11     |
| 20   | 15  | Graham Rahal          | Rahal Letterman Lanigan Racing       | Honda     | 258    | 2 Rd.          | 5           | 21         |                | 10     |
| 21   | 51  | Sting Ray Robb (R)    | Dale Coyne Racing / Rick Ware Racing | Honda     | 258    | 2 Rd.          | 4           | 24         |                | 9      |
| 22   | 78  | Agustín Canapino (R)  | Juncos Hollinger Racing              | Chevrolet | 258    | 2 Rd.          | 7           | 28         |                | 8      |
| 23   | 06  | Hélio Castroneves     | Meyer Shank Racing                   | Honda     | 257    | 3 Rd.          | 5           | 13         |                | 7      |
| 24   | 33  | Ed Carpenter          | Ed Carpenter Racing                  | Chevrolet | 254    | 6 Rd.          | 6           | 27         |                | 6      |
| 25   | 2   | Josef Newgarden       | Team Penske                          | Chevrolet | 210    | Unfall         | 5           | 1          | 98             | 6      |
| 26   | 11  | Takuma Satō           | Chip Ganassi Racing                  | Honda     | 119    | Unfall         | 2           | 17         |                | 5      |
| 27   | 77  | Callum Ilott          | Juncos Hollinger Racing              | Chevrolet | 58     | Unfall         | 1           | 9          |                | 5      |
| 28   | 55  | Benjamin Pedersen (R) | A. J. Foyt Enterprises               | Chevrolet | 0      | Unfall         | 0           | 25         |                | 5      |

(R)=Rookie / 2 Gelbphasen für insgesamt 22 Rd.

## Führungsrunden
| Fahrer          | Team                | Anzahl |
| --------------- | ------------------- | ------ |
| Scott Dixon     | Chip Ganassi Racing | 123    |
| Josef Newgarden | Team Penske         | 98     |
| Pato O’Ward     | Arrow McLaren SP    | 18     |
| Colton Herta    | Andretti Autosport  | 13     |
| Alexander Rossi | Arrow McLaren SP    | 4      |
| Will Power      | Team Penske         | 4      |